# Man's Duty
Man's Duty è un cortometraggio del 1913 diretto da Allan Dwan. Prodotto dalla Rex Motion Picture Company, fu distribuito dalla Universal Film Manufacturing Company  e uscì in sala il 10 agosto 1913.